# Эген (станция)
Эген — железнодорожная станция Северо-Кавказской железной дороги, расположена в селе Октябрьское Ставропольского края.

## История
Станция построена в 1916 году в рамках строительства Армавир-Туапсинской железной дороги железнодорожной ветки Петровское село — Винодельное.